# Factor 5

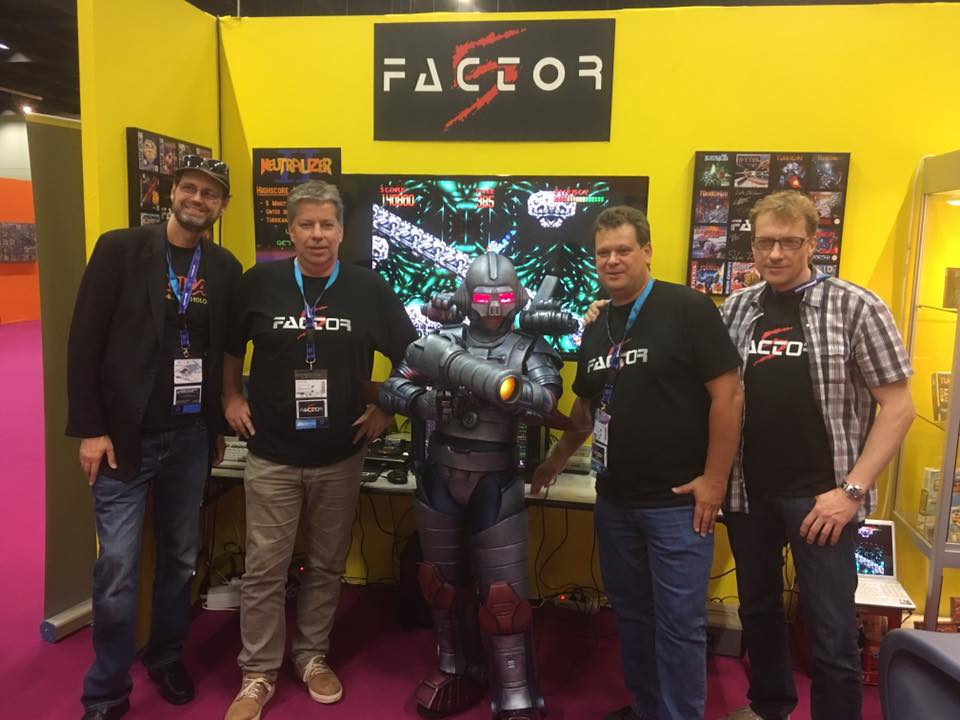
Imagem de Factor 5 Equipe de desenvolvimento.

Factor 5 GmbH foi uma empresa independente de softwares e jogos eletrônicos. A empresa foi originalmente co-fundada por cinco ex-empregados da Rainbow Arts em 1987, em Colônia, Alemanha, que serviu de inspiração para o nome do estúdio.
A fim de ter um relacionamento mais forte com os parceiros da Fator 5 na América do Norte, como a LucasArts, Factor 5, Inc. foi criada nos Estados Unidos em maio 1996 com o apoio jurídico da LucasArts, e no final de 1996, o núcleo da equipe de desenvolvimento na Alemanha foi transferida para a sede norte-americana da empresa em San Rafael, Califórnia. Julian Eggebrecht, um dos cinco co-fundadores iniciais, atuou como presidente da filial americana da empresa.
A empresa norte-americana foi fechada em maio de 2009 após o encerramento da Brash Entertainment, com a qual a empresa tinha vários contratos. A empresa alemã original, chefiada pelo CEO Achim Moller, permaneceu ativa devido à sua política de negócios e operações independentes com a filial norte-americana.
No entanto, em janeiro de 2011, Moller liquidou a  Factor 5 GmbH e todas as licenças de jogos foram transferidos para "Eggebrecht, Engel, Schmidt GbR".

## Jogos

### Factor 5 GmbH

#### Amiga
- 1988: Katakis
- 1989: R-Type
- 1990: Turrican
- 1990: Masterblazer (apenas intro)
- 1991: Turrican II: The Final Fight
- 1991: The Adventures of Quik & Silva (sob o pseudônimo New Bits on the RAM)
- 1992: Metal Law (sob o pseudônimo New Bits on the RAM)
- 1992: Tony and Friends in Kellog's Land
- 1992: BC Kid
- 1993: Turrican 3 (programa de conversão da Neon Studios)

#### Atari ST
- 1990: Turrican
- 1991: Turrican II: The Final Fight
- 1991: The Adventures of Quik & Silva (sob o pseudônimo New Bits on the RAM; porte de versão de Amiga)

#### Super Nintendo Entertainment System
- 1993: Super Turrican
- 1994: Indiana Jones' Greatest Adventures
- 1995: Super Turrican 2

#### Sega Mega Drive/Genesis
- 1993: Mega Turrican (lançado em 1994)
- 1994: Mega Bomberman 8-players (demonstração não publicada)
- 1995: Indiana Jones' Greatest Adventures (não publicado)
- 1996: International Superstar Soccer Deluxe

#### Game Boy
- 1994: Contra: The Alien Wars
- 1995: Animaniacs

#### PC
- 1994: Tony & Friends in Kellogg's Land [7]

#### PlayStation
- 1996: Star Wars: Rebel Assault II: The Hidden Empire
- 1996: Ballblazer Champions

### Factor 5, Inc

#### Nintendo 64
- 1998: Star Wars: Rogue Squadron
- 1999: Resident Evil 2 (Sound Compression Technology)
- 1999: Elmo's Letter Adventure (Sound Compression Technology)
- 2000: San Francisco Rush 2049 (Sound Compression Technology)
- 2000: Star Wars: Episode I: Battle for Naboo
- 2000: Indiana Jones and the Infernal Machine
- 2000: Pokémon Stadium (Sound Compression Technology)

#### PC
- 1999: Star Wars: Rogue Squadron 3D
- 2001: Star Wars: Episode I: Battle for Naboo

#### Nintendo GameCube
- 2001: Star Wars Rogue Squadron II: Rogue Leader
- 2003: Star Wars Rogue Squadron III: Rebel Strike

#### PlayStation 3
- 2007: Lair

#### Jogos cancelados
- Animal Wars (PS3)[8]
- Fear Factor Unleashed (PS2, Xbox)[9]
- Untitled Flight Project (Wii)[10]
- "Icarus" reboot of Kid Icarus (Wii)
- Rogue Leaders for LucasArts (concluído, mas não lançado) (Wii)[11]
- Superman (PS3, Xbox 360)[12]
- Thornado (N64)[13]
- Thornado (GameCube)[14]
- Turrican: Cyclone (PS3)[15]
- Universal Soldier port of Turrican (snes)[16]
- Virus (PS3)[8]